# Mintiu Gherlii (gmina)
Mintiu Gherlii – gmina w Rumunii, w okręgu Kluż. Obejmuje miejscowości Bunești, Mintiu Gherlii, Nima, Pădurenii, Petrești i Salatiu. W 2011 roku liczyła 3746 mieszkańców.